# Apeira helvolaria
Apeira helvolaria là một loài bướm đêm trong họ Geometridae.